# 中村孝禧
中村 孝禧（なかむら こうき、天保10年3月26日（1839年5月9日） - 1917年（大正6年）3月12日）は、幕末の長州藩士、明治期の内務官僚。元老院議官。旧名・芳之助。

## 経歴
長州藩士の家に生まれる。明治維新の際に国事に奔走した。
明治政府に出仕し、明治4年6月8日（1871年7月25日）営繕権正に就任。以後、営繕大佑、営繕助、土木助、土木寮五等出仕、土木頭代理、製作寮五等出仕などを歴任。1874年10月13日、陸軍省に転じ陸軍会計一等副監督に就任し、さらに陸軍省第五局次長を務めた。
1875年8月20日、内務省に転じ土木寮五等出仕となる。以後、内務少書記官、土木局事務取扱、内務権大書記官、内務大書記官、土木工費会計主務、土木局長代理、土木局次長、兼土木局第三部長などを歴任し、1889年8月20日、土木局長に就任。
1890年6月12日、元老院議官となり、同年10月20日の廃止まで在任し非職となる。1893年10月19日、非職満期となり退官した。

## 栄典
- 1889年（明治22年）
  - 6月19日 - 勲五等瑞宝章[4]
  - 11月29日 - 大日本帝国憲法発布記念章[5]